# Rhynchostegium drepanocladioides
Rhynchostegium drepanocladioides är en bladmossart som beskrevs av Kindberg 1891. Rhynchostegium drepanocladioides ingår i släktet näbbmossor, och familjen Brachytheciaceae. Inga underarter finns listade i Catalogue of Life.